# Apagão no Norte e Nordeste do Brasil em 2010
Uma queda de energia no Norte e Nordeste do Brasil em 2010 ocorreu na tarde do dia 10 de fevereiro de 2010. O apagão de energia elétrica atingiu todos os estados do Nordeste do Brasil e ainda Tocantins e Pará, na Região Norte. O problema ocorreu pouco tempo depois da queda de energia que afetou a parte do Brasil e também o Paraguai.
O apagão variou de dois minutos a duas horas de duração. A maioria das capitais nordestinas foram afetadas. Rio Grande do Norte e Paraíba foram os estados mais afetados. Ceará e Bahia sofreram menos.
O Operador Nacional do Sistema Elétrico (ONS) informou que não sabe a causa do corte de energia elétrica e que o problema não foi de geração. Segundo o operador, foi interrompida a transmissão de 3,1 megawatts, um terço da demanda das regiões afetadas. A pane ocorreu na linha de transmissão que interliga o Norte e o Nordeste e provocou o desligamento em cascata do sistema.
A Eletronorte, por sua vez, informou que um problema ainda não identificado na linha de transmissão Norte-Sul, acionou a proteção do sistema e desligou algumas subestações.
O Ministério de Minas e Energia não quis se pronunciar sobre o caso.